# Börje Ljunggren
Carl Börje Ljunggren, född 27 februari 1942 i Helsingborg, är en svensk statsvetare och diplomat.
Ljunggren har en pol.mag. från Lunds universitet och doktorerade i statskunskap vid Southern Illinois University 1992 på en avhandling om reformprocessen i Vietnam, Laos och Kambodja. Han har varit verksam som biståndsattaché i Dhaka och Vientiane samt som ambassadör i Hanoi 1994-1997 och i Peking 2002-2006. Han har varit avdelningschef i SIDA och var chef för UD:s Asienenhet 1999-2002.